# Протагоніст
Головни́й геро́й або протагоні́ст (від грец. πρωταγωνιστής «той, хто виконує головну роль») — персонаж, який у різних видах мистецтва грає провідну роль, зазвичай протиставляється антагоністові. Цей термін виник у Давній Греції, коли в 534 до н. е. році зі своїм хором в Афінах виступив Феспіс.
Сьогодні поняття протагоніст і головний герой тотожні і використовуються не тільки в театрі, а й у кінематографі, літературі, відеоіграх та інших видах мистецтва. У відеоіграх протагоністом уважається той персонаж гри, яким керує сам гравець.

## Етимологія
Термін «протагоніст» походить від давньогрецького πρωταγωνιστής (prōtagōnistēs, «актор, що грає головну роль»), у поєднанні з πρῶτος (prōtos, «перший») і ἀγωνιστής (agōnistēs, «актор»).